# Kume-jima
Kume-jima (jap. 久米島) − wyspa w archipelagu Riukiu (w grupie wysp Okinawa), w Japonii. Ma powierzchnię 59,11 km² i jest zamieszkana przez około 9000 osób. Na wyspie znajduje się miasto Kumejima.